# NGC 5971
NGC 5971 ist eine Spiralgalaxie vom Hubble-Typ Sa mit aktivem Galaxienkern im Sternbild Drache am Nordsternhimmel. Sie ist schätzungsweise 200 Millionen Lichtjahre von der Milchstraße entfernt und hat einen Durchmesser von etwa 90.000 Lichtjahren. Gemeinsam mit NGC 5963 und NGC 5965 das optische Galaxientrio KTG 63.
Im selben Himmelsareal liegen die Galaxien  NGC 5969 und PGC 2544663.
Das Objekt wurde am 5. August 1885 von Lewis A. Swift entdeckt.